# Fitnessstudio

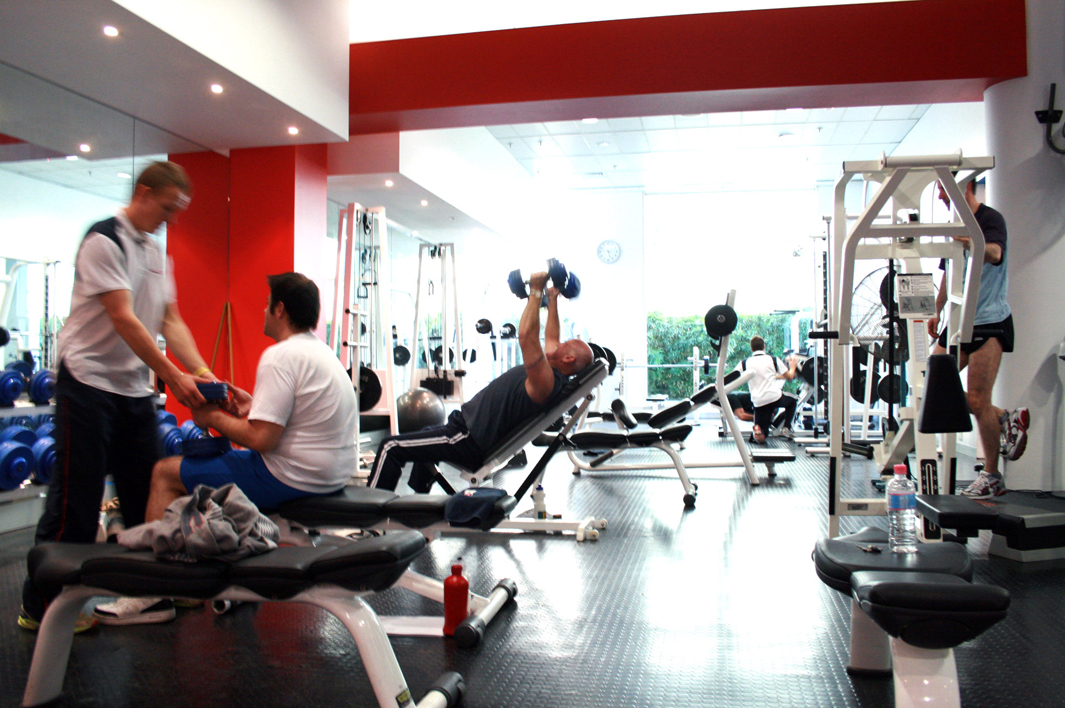
Hanteltrainingsbereich in einem Fitnessstudio, 2007

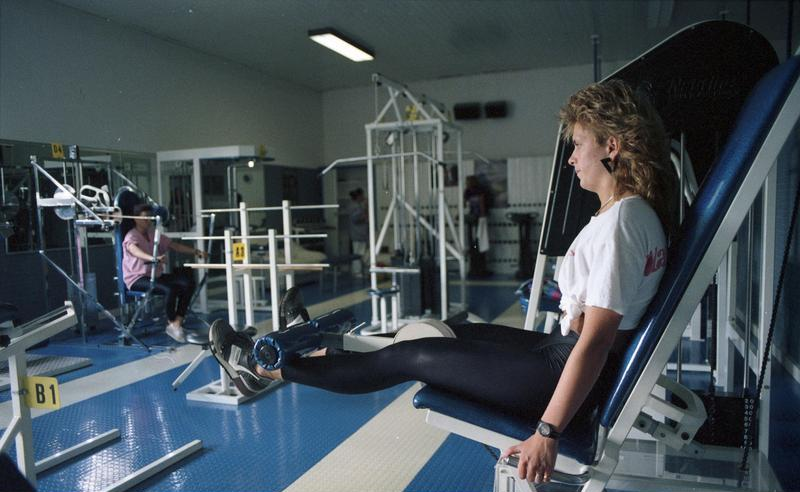
Fitnessstudio in Bonn, 1988

In einem Fitnessstudio, auch Fitness-Center, Fitnesszentrum, Gym oder Sportstudio genannt, findet man unterschiedliche Geräte zum gezielten Kraft- oder Ausdauertraining. Oft werden auch animierte Kurse für Aerobic, Indoorcycling oder Ähnliches angeboten. Nicht selten sind auch Sauna- oder Wellnessbereiche angeschlossen.
Gegen Entgelt kann der Besucher die Geräte, den Service und die Kurse der Fitnessstudios nutzen.
Fitnessstudios bieten eine kollektive und oft unterhaltsame, gesellige Form des Fitnesstrainings oder des Bodybuildings jenseits der Struktur klassischer Sportvereine. Im Gegensatz zu ehrenamtlichen Vereinen sind sie kommerziell ausgerichtet. Es gibt jedoch auch von Sportvereinen betriebene Fitnessstudios. Studios bilden gleichzeitig wichtige Treffpunkte der Fitness- und Bodybuildingszene.

## Angebote und Ausstattung
Das Angebot umfasst in der Regel Training an Fitnessgeräten wie auch betreute Kurse mit festen Start- und Endzeiten.
Im Bereich der Fitnessgeräte kann zwischen folgenden drei Sparten unterschieden werden:
- Geräte zum gezielten Krafttraining: Ein Teil der Geräte besteht aus Konstruktionen, beispielsweise Kabelzuggeräte, an denen gezielt bestimmte Muskelgruppen trainiert werden können.
- Hanteln: Für fortgeschrittene Kraftsportler bieten Fitnessstudios einen umfangreichen Part an Hanteln.
- Ausdauergeräte: Ergometer, Rudergeräte, Laufbänder, Crosstrainer etc. In den letzten Jahren werden auch immer häufiger Geräte wie Hypoxi-Trainer, Body Transformer oder Vakuum-Trainingsanzüge angeboten.

Im Bereich des Kursangebotes versuchen sich die Studios voneinander zu unterscheiden und mit einem breiten Angebot zu werben:
- Gymnastik: Häufig werden Aerobic-Kurse, Pilates und Yoga angeboten. Das Angebot insgesamt reicht von Schwangerschaftsgymnastik bis Ballett.
- Rehabilitation: Immer mehr Fitnessstudios bieten auch Kurse, die in Richtung Physiotherapie gehen, wie Rückenschule und Ähnliches.
- Indoorcycling
- Hot Iron

Einige Fitnessstudios und Studio-Ketten haben ihr Angebot speziell auf weibliche Kunden abgestimmt. Viele Fitnessstudios stellen Physiotherapeuten und Sportmediziner oder ausgebildete Fitnesstrainer zur Betreuung ihrer Kunden ein.
Fitnesstrainer ist eine Aus- bzw. Weiterbildung, die durch interne Vorschriften der Lehrgangsträger geregelt ist. Die Lehrgänge unterschiedlicher Dauer werden von privaten Bildungsträgern durchgeführt.
Große Fitnessketten bieten auch Sauna-, Massage- oder Wellnessbereiche an.
In sogenannten Mikro-Fitnessstudios wird zumeist ohne die klassischen Fitnessgeräte auf kleinerem Raum trainiert. Zum Einsatz kommt meist das sog. EMS-Training unter Anleitung und Steuerung eines Personal Trainer, da der Trainierende den verwendeten Reizstrom nicht selbst steuern kann.

## Wirtschaftliche Aspekte und Marktsituation
Fitnessstudios finanzieren sich in der Regel über monatliche Beiträge. Ein Vertrag kann oft entweder über bestimmte Zeit oder für ein bestimmtes Programm unterschrieben werden. In Deutschland gibt es rund 8.330 Fitness-Unternehmen (2017), davon rund 1.000 Ketten mit mindestens drei Betrieben. Das Konzept dieser Unternehmen sind extrem große Studios (bis 3.000 m² und mehr) in Ballungsgebieten mit mehr als 50.000 Einwohnern, mit flexiblen Öffnungszeiten (sogar 24 Stunden und 7 Tage die Woche) und niedrigen Monatsbeiträgen, dies allerdings nur bei fester Mindestvertragslaufzeit. Aber auch kleinere Konzepte wie die Mikrostudios finden ihren Platz im Markt.
2024 zählte die Branche in Deutschland 11,71 Millionen Mitglieder in 9127 kommerziell betriebenen Fitness- und Gesundheitsanlagen. Mit 157.700 Mitarbeitern erzielte sie einen Umsatz von 5,82 Mrd. Euro netto. Ende 2016 verzeichnete die Branche einen Mitgliederbestand von rund 9,5 Millionen und ist damit größer als der Deutsche Fußball-Bund (DFB) mit rund 6,9 Millionen Mitgliedern. Die meisten Mitglieder in Deutschland hat die „Discount-Kette“ McFit (über 1,4 Millionen Mitglieder), die zur RSG Group gehört, die mit den Ketten John Reed Fitness und Gold’s Gym weltweit 4,5 Millionen Mitglieder hat. Die ehemals umsatzstärkste Kette „ELIXIA“ hat im Juli 2009 Insolvenz angemeldet. Daneben gibt es die Unternehmen FitX, Injoy Fitness, Fitness First, Clever fit und Kieser Training, die die vorderen Plätze mit jeweils über 200.000 Mitgliedern belegen.
Es gibt Fitnessstudio-Ketten in Form von Franchise-Systemen. Die größten Franchise-Systeme am deutschen Fitnessmarkt sind: Injoy, Kieser Training und Clever fit.
In den letzten Jahren haben jedoch immer mehr Sportvereine eigene Fitnessstudios eröffnet. Da die Sportvereine steuerlich begünstigt sind, gelingt es ihnen in der Regel gegenüber rein kommerziellen Fitnessstudios wettbewerbsfähig zu sein. Wenn es sich bei den Studio-Besuchern jedoch nicht um Vereinsmitglieder, sondern um Nicht-Mitglieder handelt, entfällt das Steuerprivileg. Durch diese duale Struktur des Sportmarktes unterscheidet sich die Situation in Deutschland von der in anderen europäischen Ländern mit weniger Eingriffen in den Sport als Wirtschaftsgut.

## Geschichte
Die medico-mechanische Therapie des schwedischen Arztes Gustav Zander war das Vorbild der heutigen apparategestützten Trainingstherapien. In den 1890er Jahren existierten rd. 80 sogenannte Zander-Institute. Die ersten Fitnessstudios für die breite Öffentlichkeit wurden wahrscheinlich 1947 von Vic Tanny in Santa Monica, Kalifornien, eröffnet.